# Третякове (Клинський район)
Третякове (рос. Третьяково) — село Клинського району Московської області, входить до складу міського поселення Високовськ. 

## Населення
Зміна чисельності населення:
| Роки      | 2002 | 2006 | 2010 |
| --------- | ---- | ---- | ---- |
| Населення | 70   | ▼64  | ▲65  |